# Томи Боув
Томи Боув (енгл. Tommy Bowe; 22. фебруар 1984) професионални је рагбиста и репрезентативац Ирске, који тренутно игра за Алстер. Висок 191 цм, тежак 102 кг, Боув је тренирао галски фудбал и атлетику, поред рагбија. Студирао је на Алстер универзитету. Дебитовао је 2003. за Алстер против Конота у утакмици келтске лиге. Маја 2005. проглашен је за најбољег рагбисту Алстера. За Алстер је од 2003. до 2008. одиграо 91 меч и постигао 170 поена. Од 2008. до 2012. играо је за трофејни велшки тим Оспрејс (77 утакмица, 180 поена). 2012. вратио се у Алстер, за који је до јесени 2015. одиграо 44 утакмице и дао 20 есеја. За репрезентацију Ирске је дебитовао против Америчке репрезентације јесени 2004. За национални тим Ирске је укупно одиграо 67 тест мечева и постигао 150 поена. Са Алстером и Оспрејсима је освајао келтску лигу, а са репрезентацијом куп шест нација. Ишао је на 2 турнеје са лавовима и за овај дрим тим одиграо 5 утакмица. 2010. проглашен је за најбољег играча купа шест нација. Његова сестра Хана је хокејашица, а његова жена Луси Вајтхаус је манекенка. Боув је један од најбољих крила 21. века.